# NGC 584
NGC 584 è una galassia ellittica situata nella costellazione della Balena a una distanza di circa 72 milioni di anni luce dalla nostra Via Lattea.

## Scoperta
NGC 584 è stata scoperta il 10 settembre 1785 dall'astronomo britannico di origine tedesca William Herschel.
È stata poi osservata dallo statunitense Lewis Swift il 30 novembre 1885 e successivamente registrata nell'Index Catalogue con il codice IC 1712.

## Descrizione
NGC 584 è stata utilizzata da Gérard de Vaucouleurs come esempio di galassia di tipo morfologico SA0− nel suo atlante delle galassie..
NGC 584 presenta presenta una larga riga a 21 cm dell'idrogeno neutro e risulta brillante nei raggi X.

## Gruppo di NGC 584
NGC 584 è la galassia più brillante di un gruppo di 9 galassie brillanti nel dominio dei raggi X. Le galassie che fanno parte del Gruppo di NGC 584 sono: NGC 584, NGC 586, NGC 596, NGC 600, NGC 615, NGC 636, IC 127, UGCA 17 e KDG 007.